# Leopard Craft
Leopard Craft war ein britischer Hersteller von Automobilen.

## Unternehmensgeschichte
Reg Croysdill gründete 1994 das Unternehmen in Salisbury in der Grafschaft Wiltshire. Er begann mit der Produktion von Automobilen und Kits. Der Markenname lautete Leopard Craft. 1994 endete die Produktion. Insgesamt entstanden etwa vier Exemplare.

## Fahrzeuge
Im Angebot stand nur ein Modell. Es war ein Sportwagen im Stil der 1930er Jahre, der einige Designelemente von Alfa Romeo und Bugatti aufwies. Die Basis bildete das Fahrgestell vom Triumph Herald. Darauf wurde eine Karosserie aus Fiberglas montiert. Die Motorhaube bestand aus Aluminium.